# Septembre 1898

## Événements

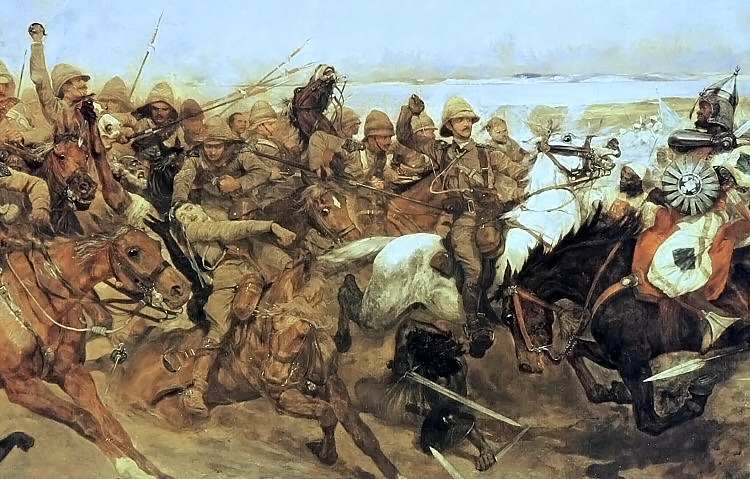
La charge du à Omdurman(Richard Caton-Woodville)

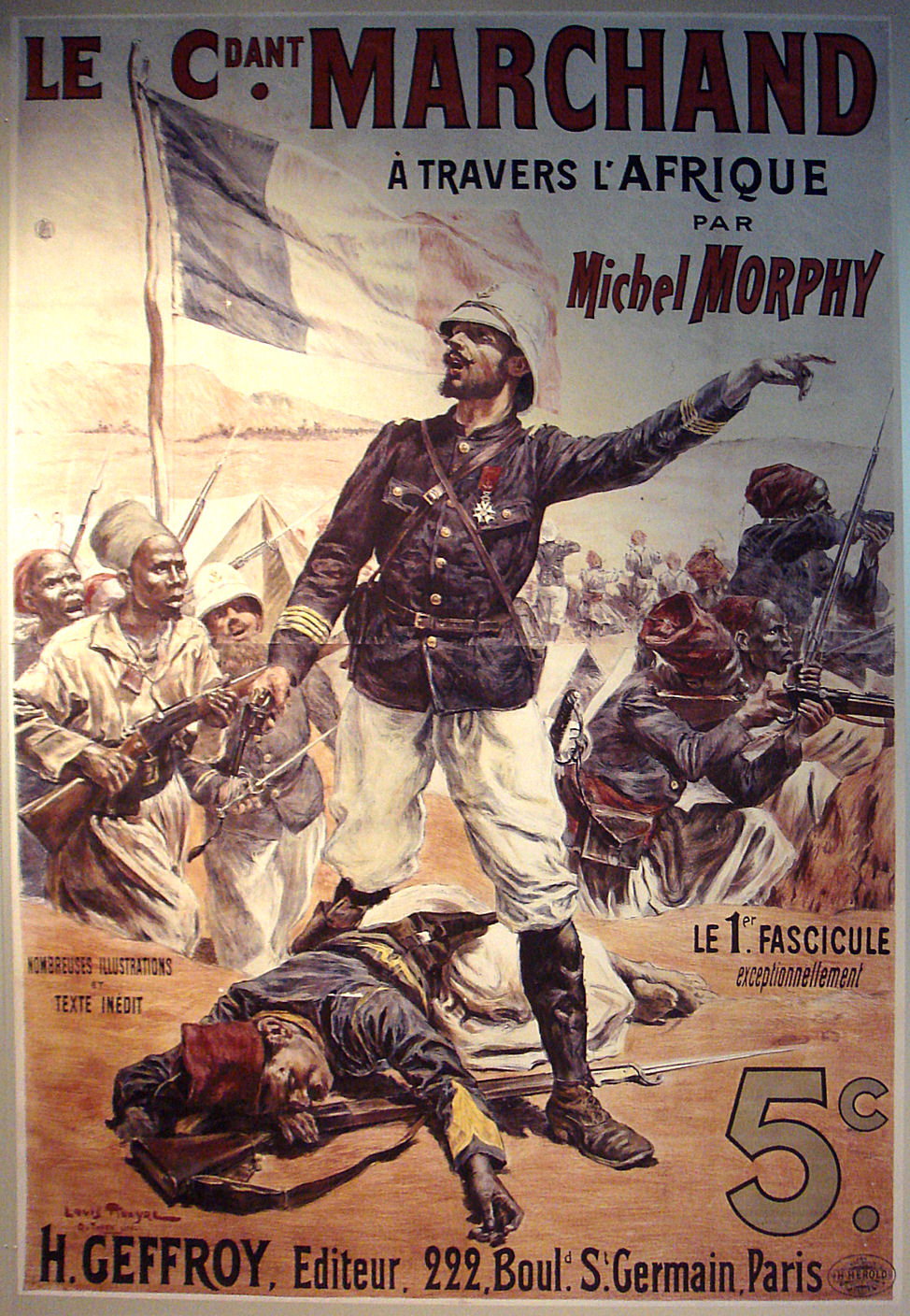
Illustration d'époque relatant l'expédition Marchand à travers l'Afrique.

- 2 septembre (Soudan) : Kitchener écrase les Ansar (les soldats du Mahdi ou derviches) à Omdurman. Il occupe Khartoum et fait disperser les cendres du Mahdi dans le Nil. Kitchener est nommé lord of Khartoum. Tandis que son adjoint Wingate se lance à la poursuite du calife qui est tué au cours d’une bataille au Kordofan, Kitchener remonte le Nil jusqu’à Fachoda.

- 4 septembre : fuite d'Esterhazy au Royaume-Uni.

- 10 septembre :
  - Grand incendie de New Westminster en Colombie-Britannique
  - Assassinat de l'impératrice Elisabeth d'Autriche à Genève par l’anarchiste Italien Luigi Luccheni.

- 15 septembre :
  - Lord Kitchener arrive avec 20 000 hommes devant Fachoda. Marchand refuse d’évacuer la ville. Londres et Paris échangent des ultimatums. Une guerre entre la France et la Grande-Bretagne est envisagée, puis le gouvernement français s’incline.
  - Sa tante Cixi, pressée par les nobles mandchous, somme l’empereur de renvoyer les réformistes. Guangxu charge le chef militaire Yuan Shikai de faire exécuter le général Ronglu (homme de Cixi) et d’arrêter Cixi. Cependant Yuan Shikai fait part des projets de l’empereur à Ronglu qui prévient l’impératrice.

- 21 septembre : Cixi fait surveiller les portes du palais par Ronglu et fait exécuter les réformistes (Kang Youwei et Liang Qichao réussissent à fuir au Japon). L’empereur, déclaré faible d’esprit, est séquestré jusqu’à sa mort dans le palais. L’échec de la réforme des Cent Jours entraîne la création d’une nouvelle secte, xénophobe et mystique : le mouvement des Boxers.

- 29 septembre :
  - Canada : référendum canadien sur la prohibition de l'alcool. Le oui l'emporte de très peu. Par contre le gouvernement laisse aux provinces le choix de décider de son application.
  - Difficile victoire des troupes françaises contre Samory Touré, finalement fait prisonnier par le capitaine Gouraud à Guélémou au Libéria. Il mourra en exil au Gabon (2 juin 1900). Sa défaite met fin à treize ans de luttes contre la France. Tout le Soudan occidental passe sous contrôle français excepté le Nigeria aux mains des Britanniques.

## Naissances
- 19 septembre : Giuseppe Saragat, homme d'État italien († 11 juin 1988).
- 21 septembre : Pavel Tchelitchev, artiste américain d'origine russe († 31 juillet 1957).
- 26 septembre : George Gershwin, compositeur américain († 11 juin 1937).

## Décès

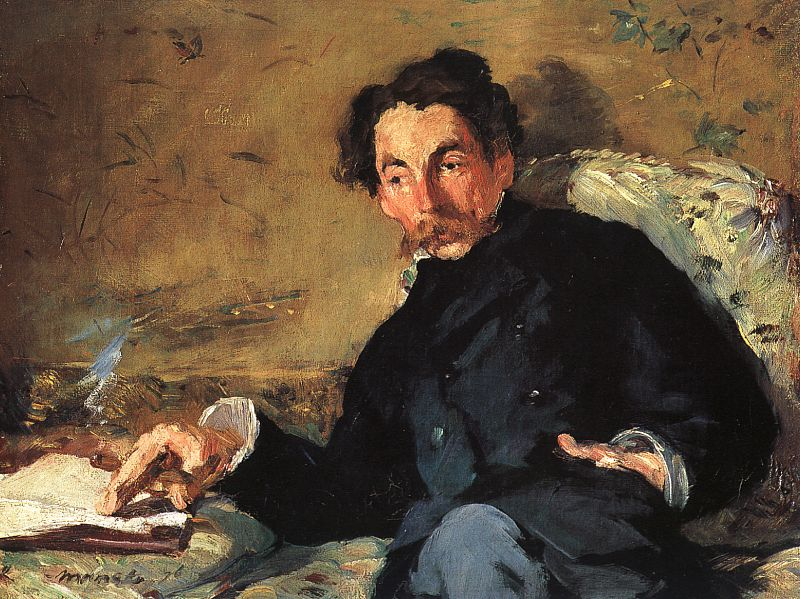
Édouard Manet, Portrait de Stéphane Mallarmé, 1876.

- 9 septembre : Stéphane Mallarmé, poète français.
- 19 septembre :
  - Albert Fernique, photographe français, pionnier de la photomécanique.
  - Charles Bernard de Vaisse Roquebrunne, général de brigade d’infanterie français.
- 10 septembre : Sissi, alias Élisabeth de Wittelsbach, impératrice d'Autriche-Hongrie.
- 20 septembre : Johannes Theodorus Smits van Oyen, homme politique néerlandais (° 6 janvier 1823).
- 21 septembre :Léopold Kraczkiewicz, officier franco-polonais (° 11 novembre 1809).
- 25 septembre : Gabriel de Mortillet, préhistorien français (° 29 août 1821).